# Wiatraki (Łuków)
Wiatraki – część miasta Łukowa, położona w jego północno-zachodniej części, wzdłuż ulicy o tej samej nazwie.